# ۱۴۰۳ (میلادی)
۱۴۰۳ (میلادی) هزار و چهارصد  و سومین سال تقویم میلادی است.

## زادگان
- ۲۲ فوریه - شارل هفتم، پادشاه فرانسه (م. ۱۴۶۱)

## درگذشتگان
‎